# Starmania/Staffel 2
Die zweite Staffel der österreichischen Gesangs-Castingshow Starmania wurde ab Herbst 2003 im Programm des Österreichischen Rundfunks ausgestrahlt. Die als „Starmania NG – Die neue Generation“ mit geringeren, aber noch immer überdurchschnittlichen Einschaltquoten ausgestrahlte Staffel gewann die Tirolerin Verena Pötzl. Durch Christina Stürmer und Michael Tschuggnall war Starmania so populär, dass rund 12.000 Bewerbungen beim ORF eingingen.

## Platzierungen
1. Verena Pötzl
2. Armin Beyer
3. Marcel Plieschnegger
4. Michael Hoffmann
5. Jasmin Schiller
6. Magdalena Rentenberger
7. Christian Sperrer
8. Daniel Kajmakoski
9. Angelika Ring
10. Luise Gruber
11. Rebecca Freidinger
12. Patrick Jurdic (Sieger von Hrvatski Idol)

## Single-Veröffentlichungen
für alle Kandidaten der zweiten Staffel:
- Alles und mehr (geschrieben von Martin Frainer/Petra Bonmassar/Ina Wolf, gesungen von Boris Uran, Michael Tschuggnall und Christina Stürmer)

Einige Jahre nach der zweiten Staffel wurde Luise Gruber von Warner Music mit dem Pseudonym Saint Lu unter Vertrag genommen.
Daniel Kajmakoski siegte 2014 bei X Factor Adria. Er vertrat 2015 sein Heimatland Mazedonien beim Eurovision Song Contest in Wien und schied im ersten Halbfinale mit 28 Punkten aus.